# دبلوماسية اقتصادية
الدبلوماسية الاقتصادية، يقصد بها استخدام الدولة لمقدراتها الاقتصادية في التأثير على الدول الأخرى وتوجيه سلوكها السياسي في الاتجاه الذي يخدم المصلحة القومية لهذه الدولة. وبطبيعة الحال فهذه السياسة تنتهجها الدول الغنية في مواجهة الدول الفقيرة ولها وجهان:
الترغيب
ويعني منح المساعدات الاقتصادية للدول الممالئة أي التي تتماشى سياستها مع مصالح الدولة المانحة. مثل المساعدات التي تقدمها الولايات المتحدة الأمريكية لدول مثل مصر وباكستان نظير خدمات تحقق مصالحها.
الترهيب
ويعني منع المساعدات وفرض عقوبات على الدول المناوئة أي الدول المناهضة والتي لا تتماشى سياساتها مع مطالب الدولة المانحة. مثل الحظر الأمريكي على كوبا منذ تحولها إلى الشيوعية إثر انقلاب كاسترو في 1959.